# Biserica de lemn din Țohești

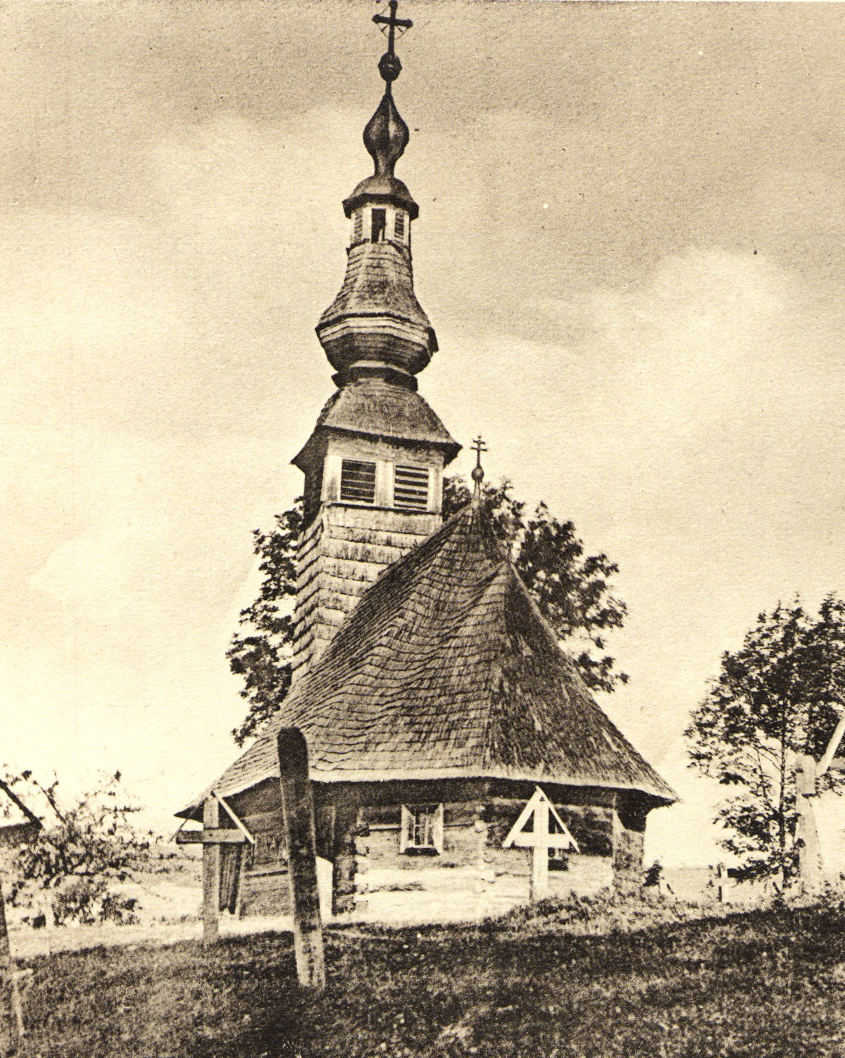
Biserica de lemn din Ţoheşti, Arad, 1926

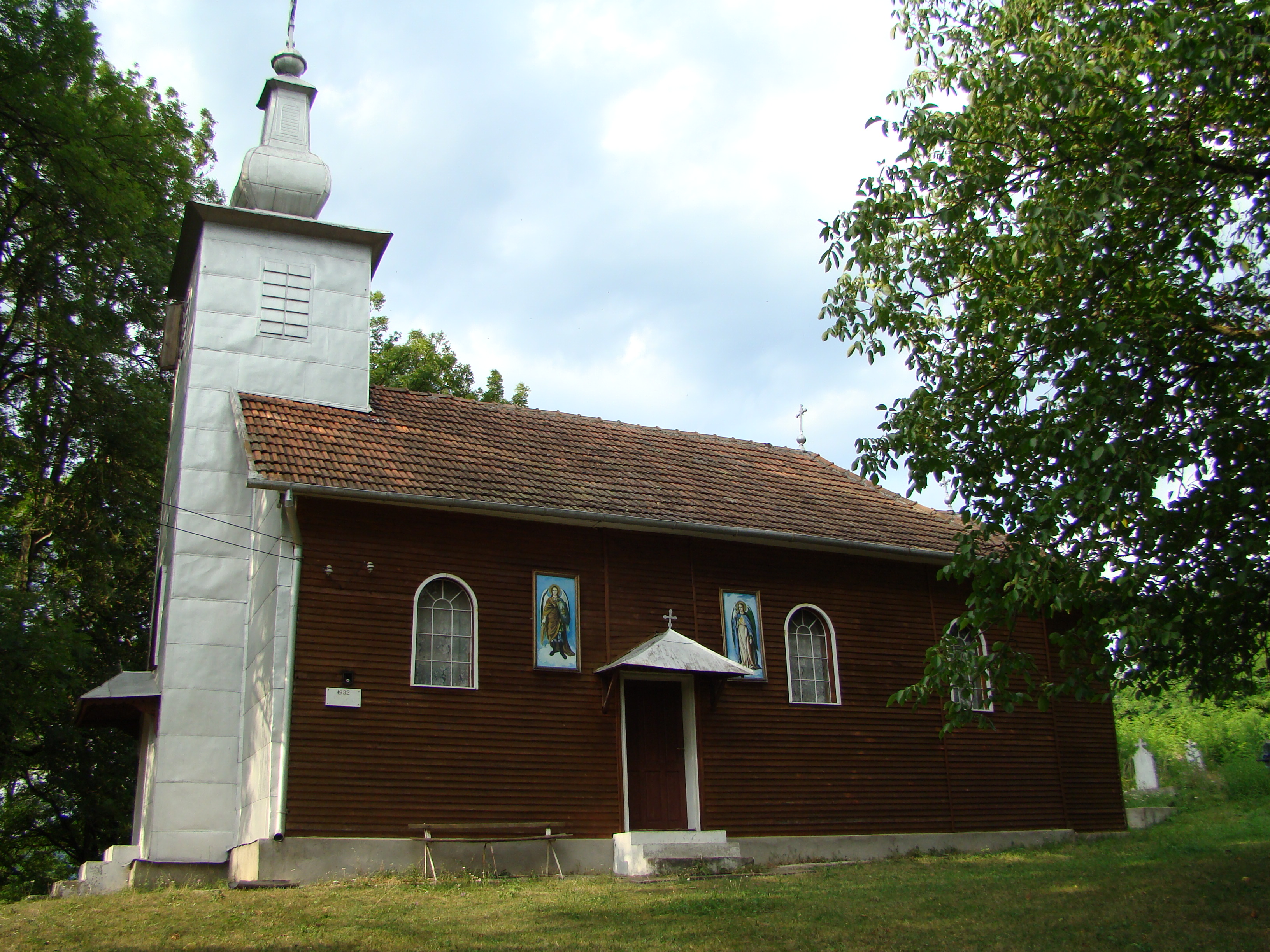
Biserica de lemn „Buna Vestire” din Țohești, foto: iulie 2009.

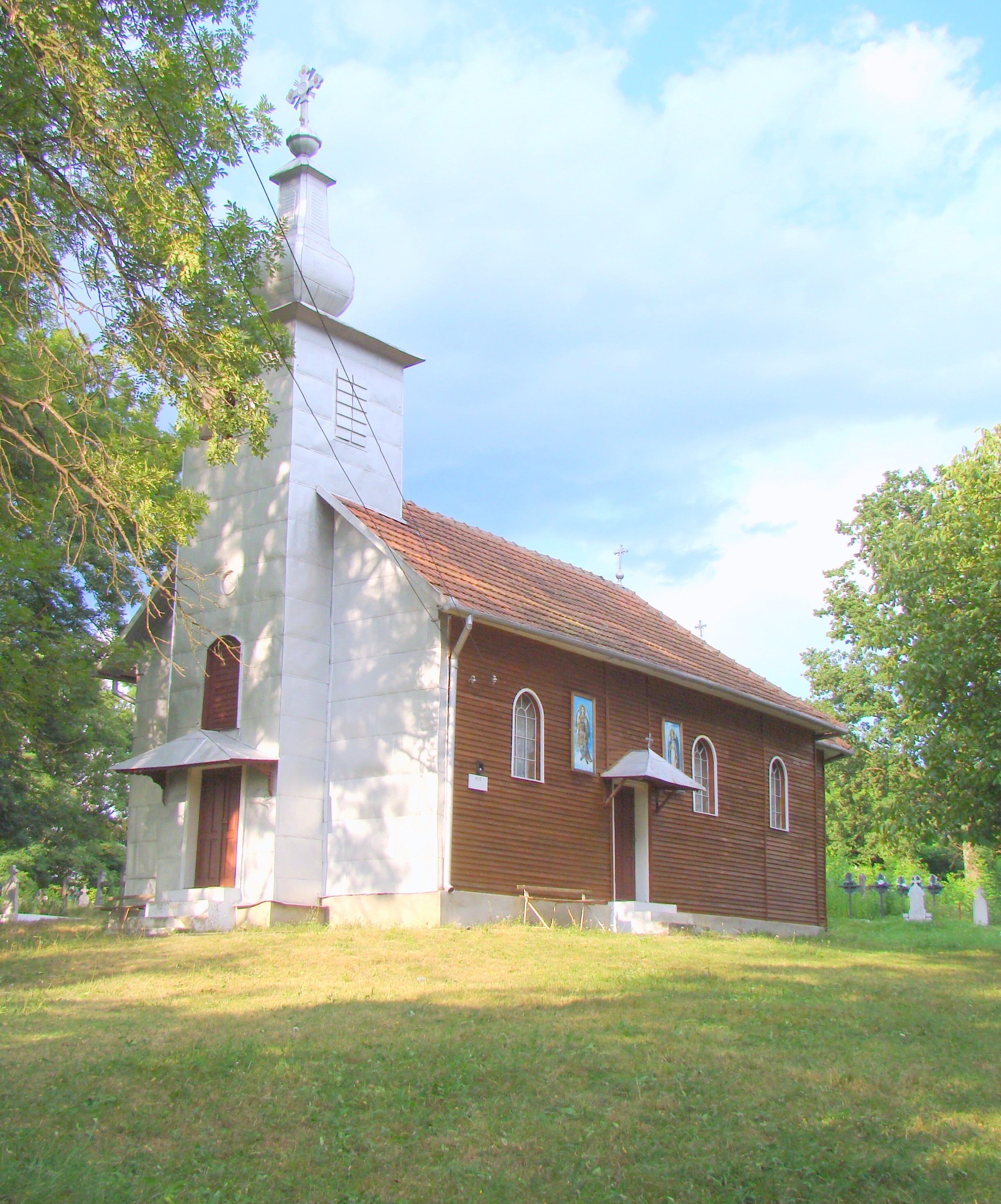

Biserica de lemn din Țohești, județul Arad a fost folosită până în anul 1928 cand a fost demolată. Din materialul vechii biserici s-a construit cea nouă, tot din lemn, ce are hramul Buna Vestire.

## Istoric
În anul 1755 este menționată existența unei vechi biserici de lemn, cu hramul "Sf. Arhangheli”. Dacă în anii 1760-1762 biserica nu mai exista, într-o însemnare făcută la 28 septembrie 1768 pe filele unui exemplar al Cazaniei (București, 1768) este menționată din nou o biserică în satul Țohești. Într-un document de la mijlocul veacului al XIX-lea se menționează că pe turnul bisericii era trecut anul 1776, probabil anul unei reparații efectuate la turn sau poate chiar momentul înălțării lui. Biserica avea un iconostas cu icoane din 1796 executate de zugravul Constantin care mai lucrase pentru acest lăcaș de cult și în urmă cu mai multe decenii. Biserica este demolată în anul 1928 când a fost edificată actuala biserică, tot de lemn, din materialul celei vechi. Biserica are hramul "Buna Vestire" (23 aprilie). 

## Galerie de imagini

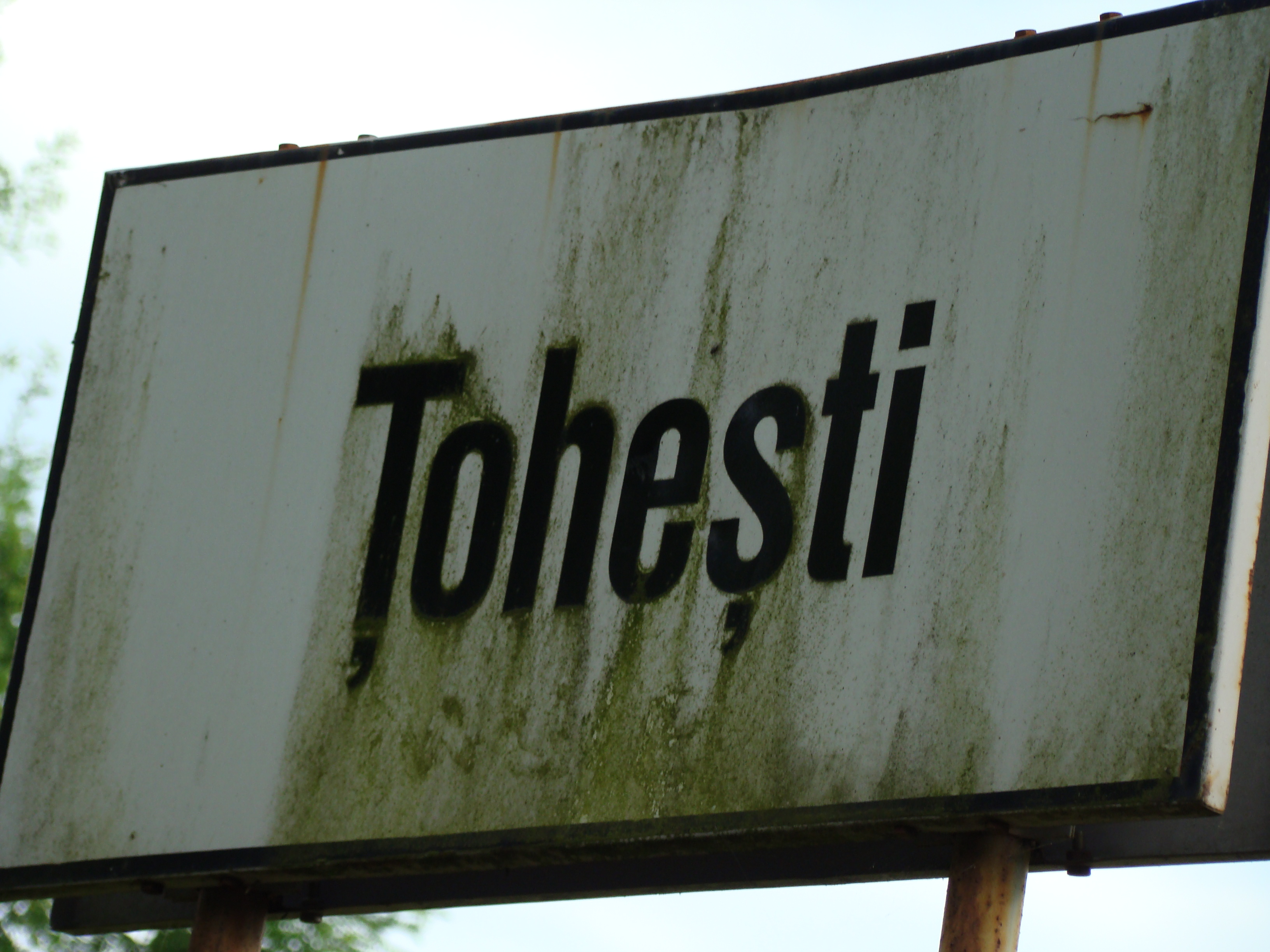
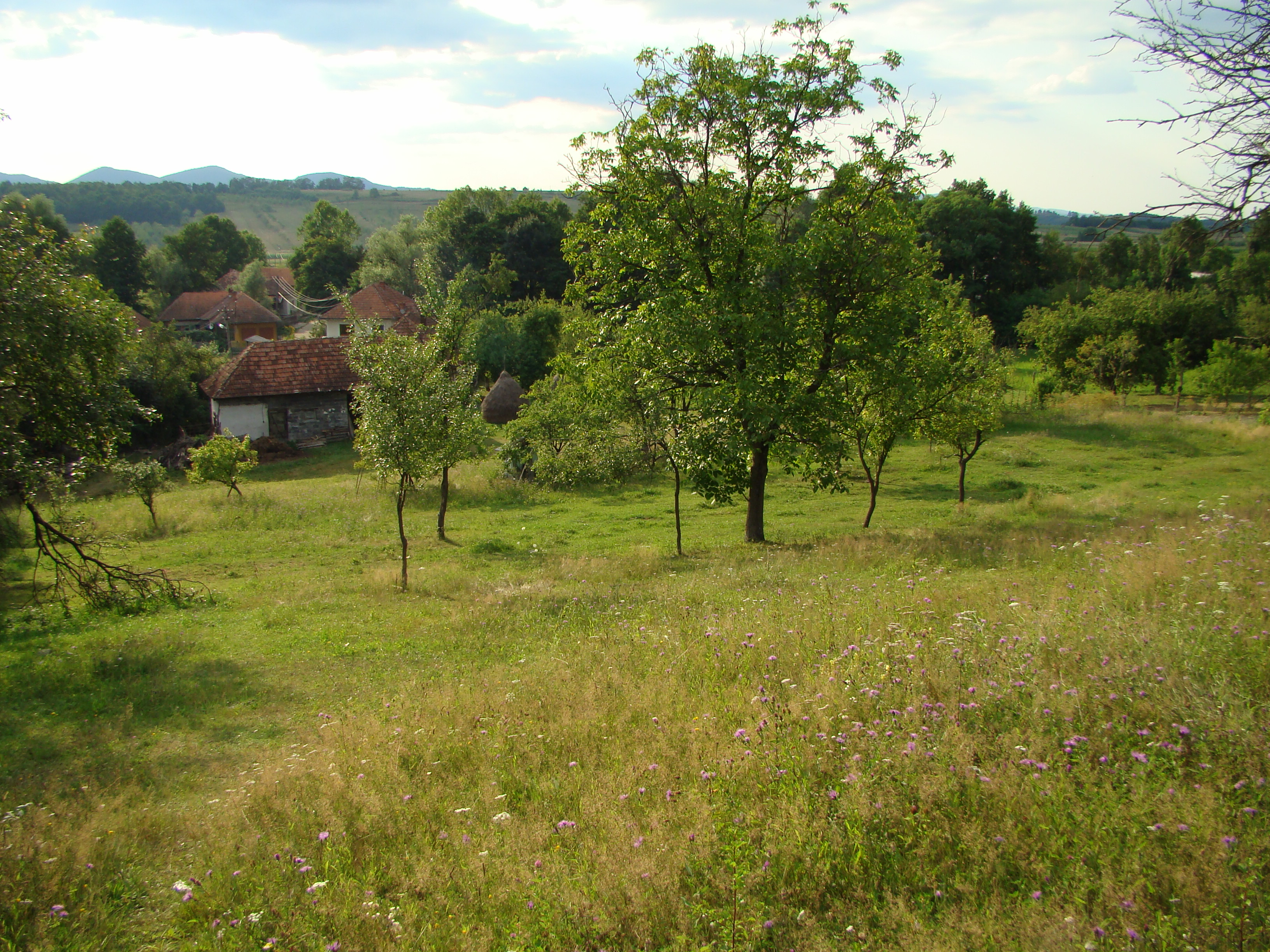
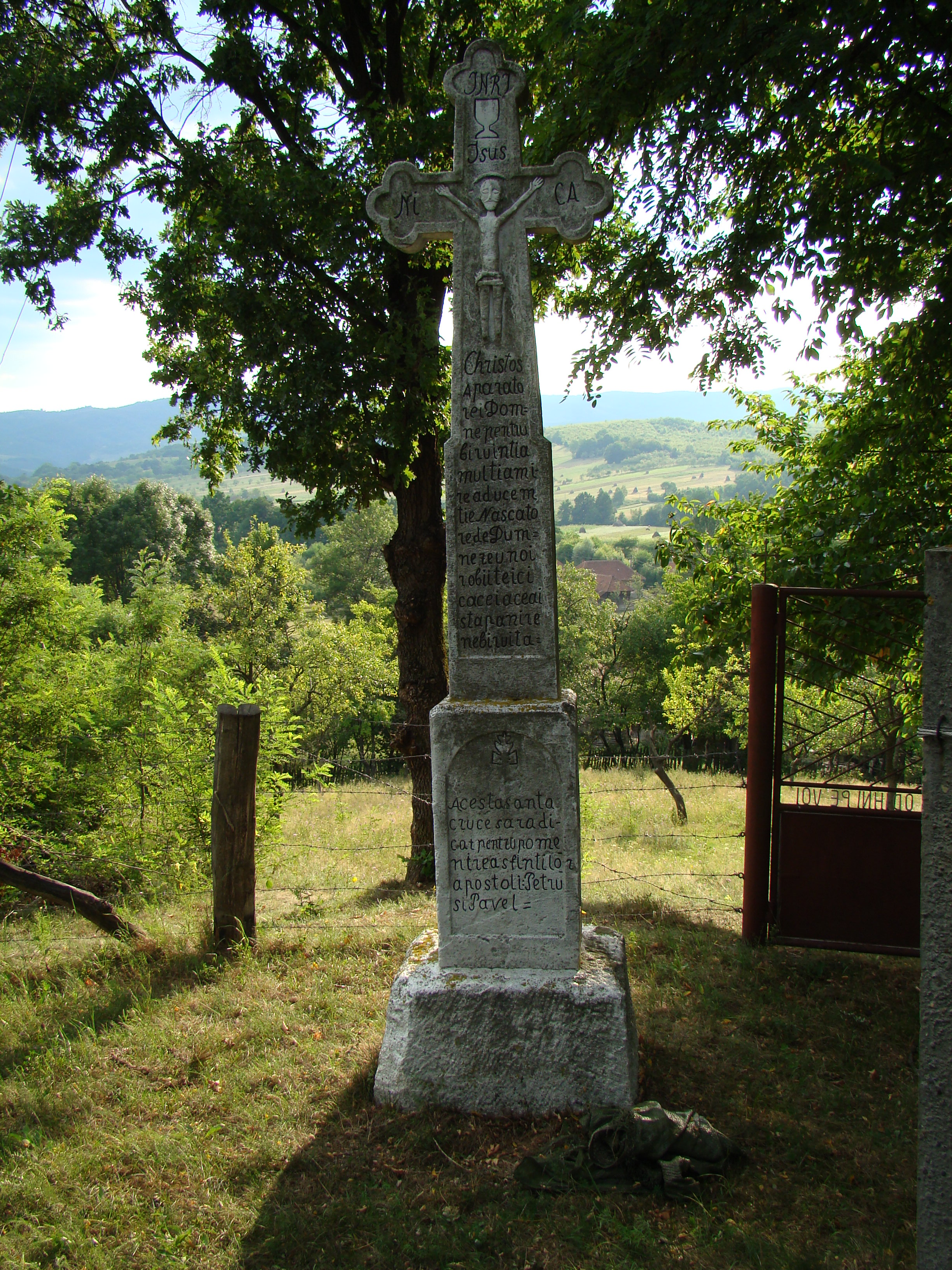
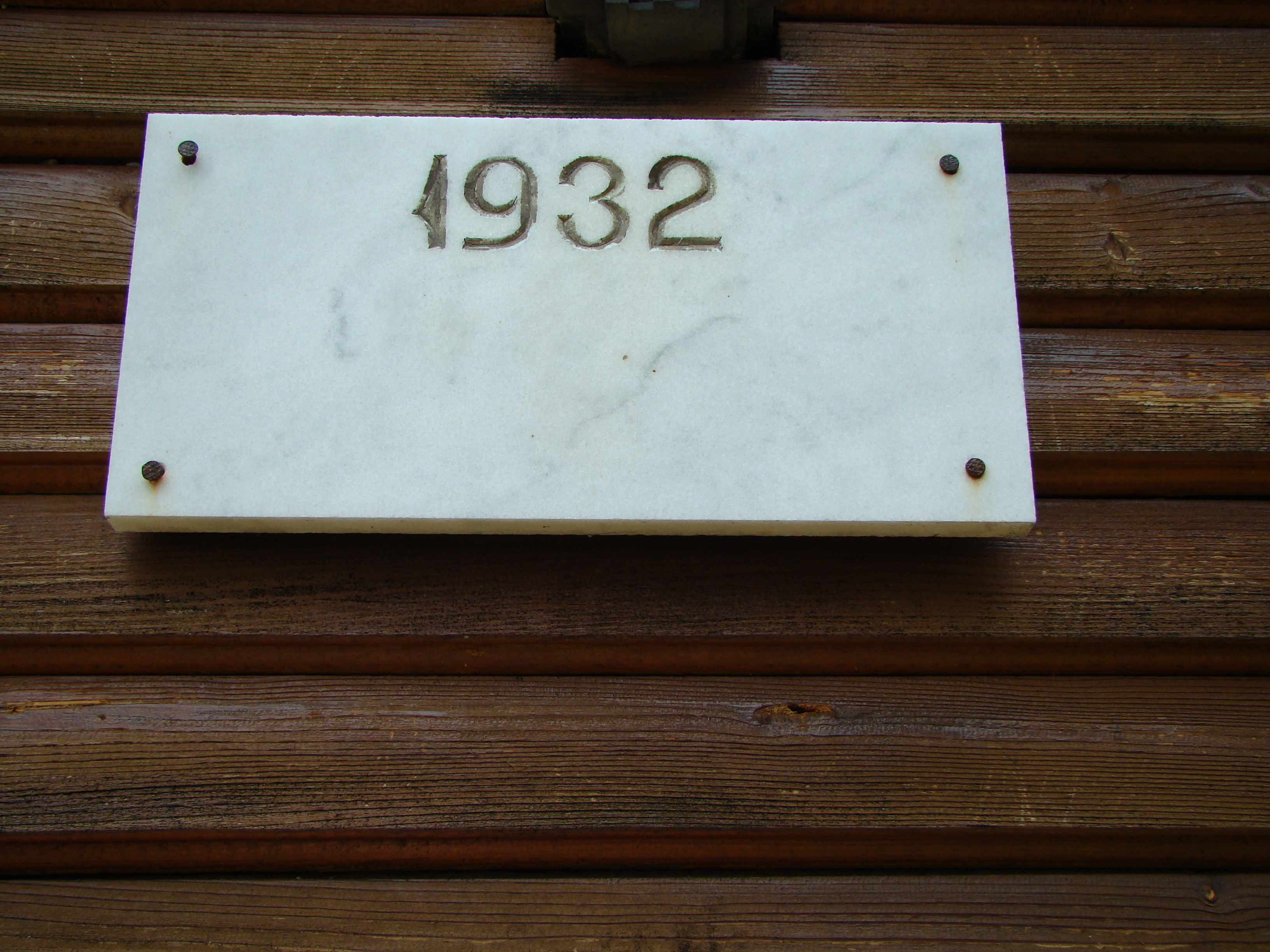
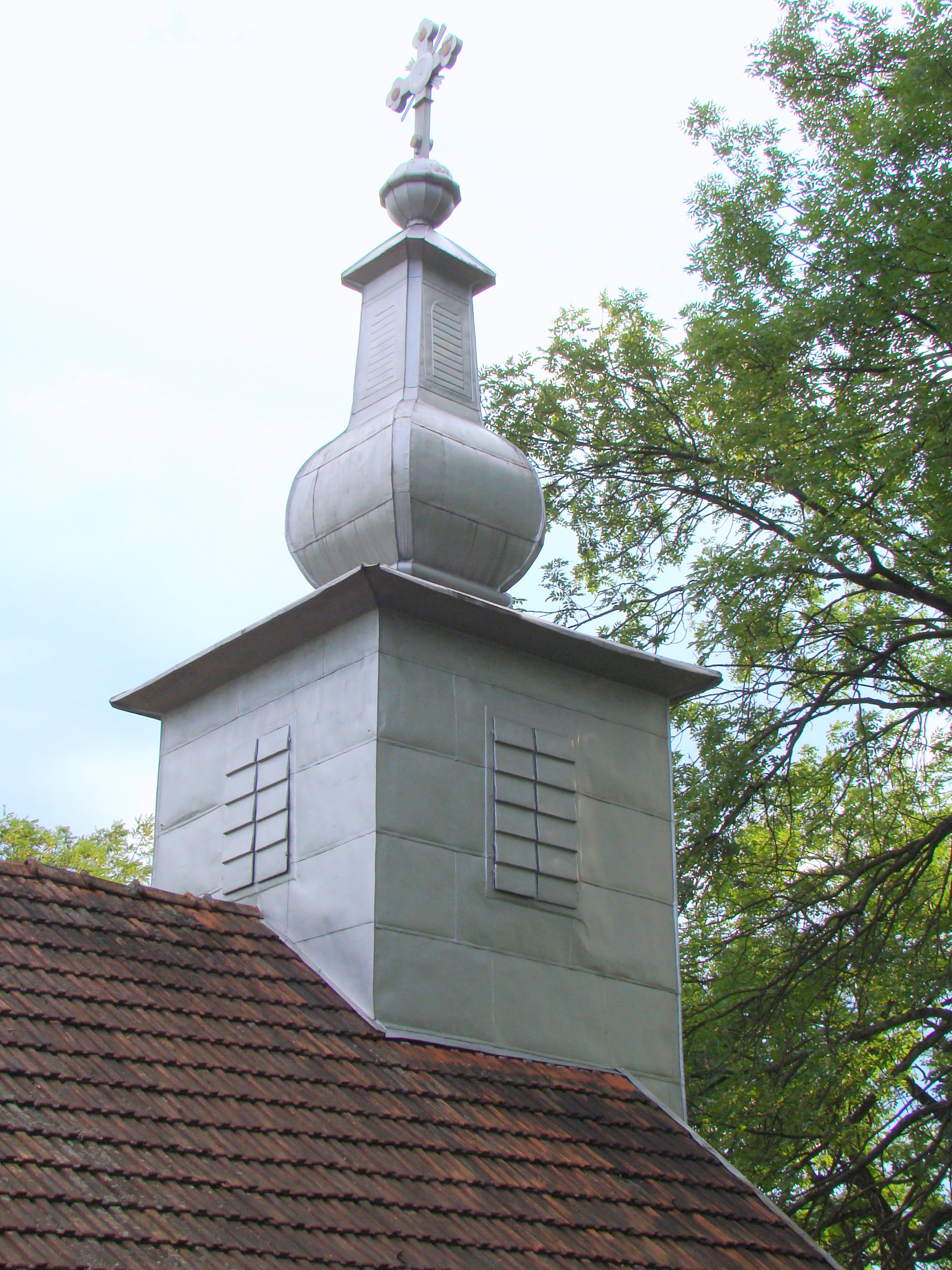
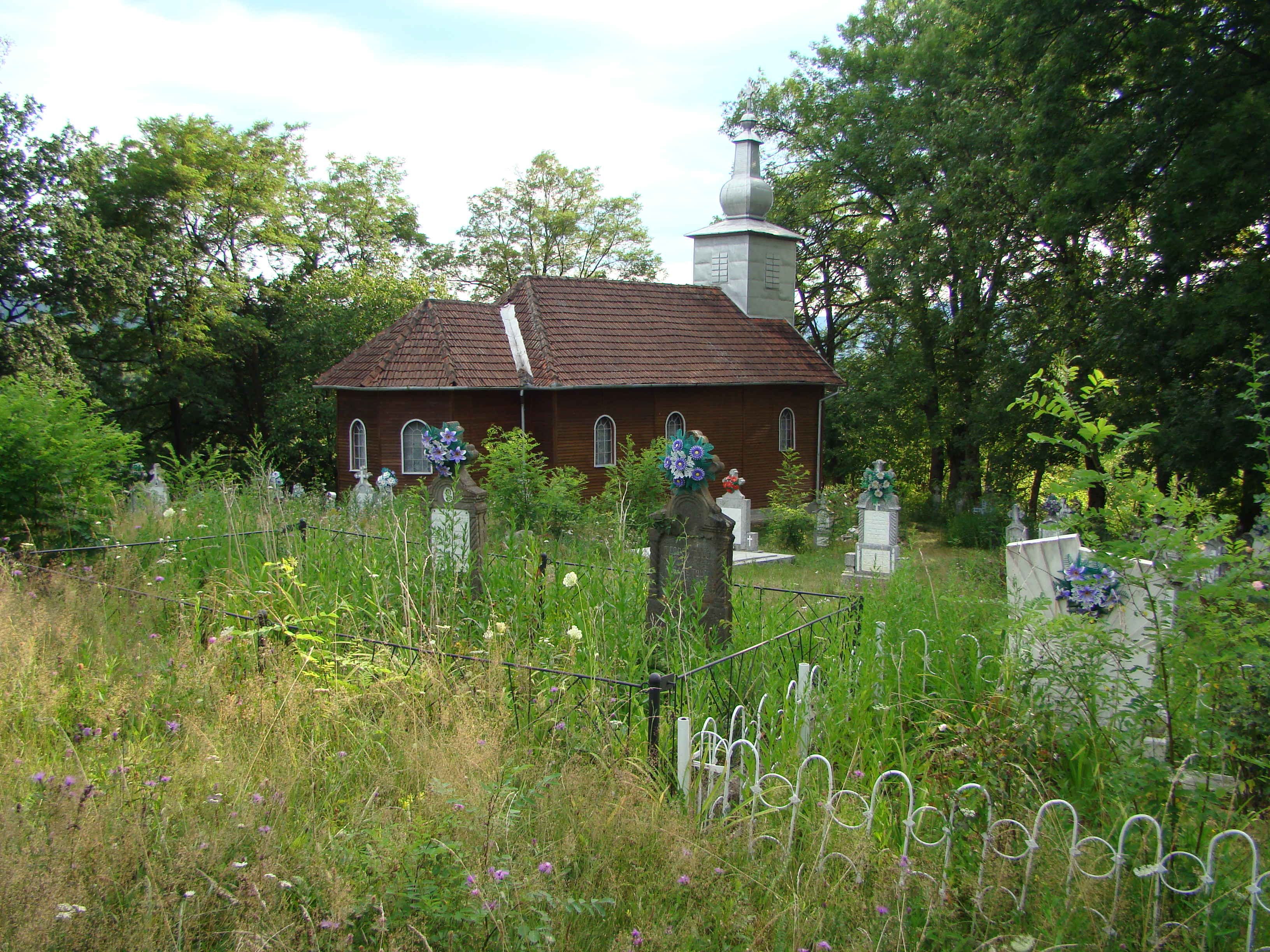
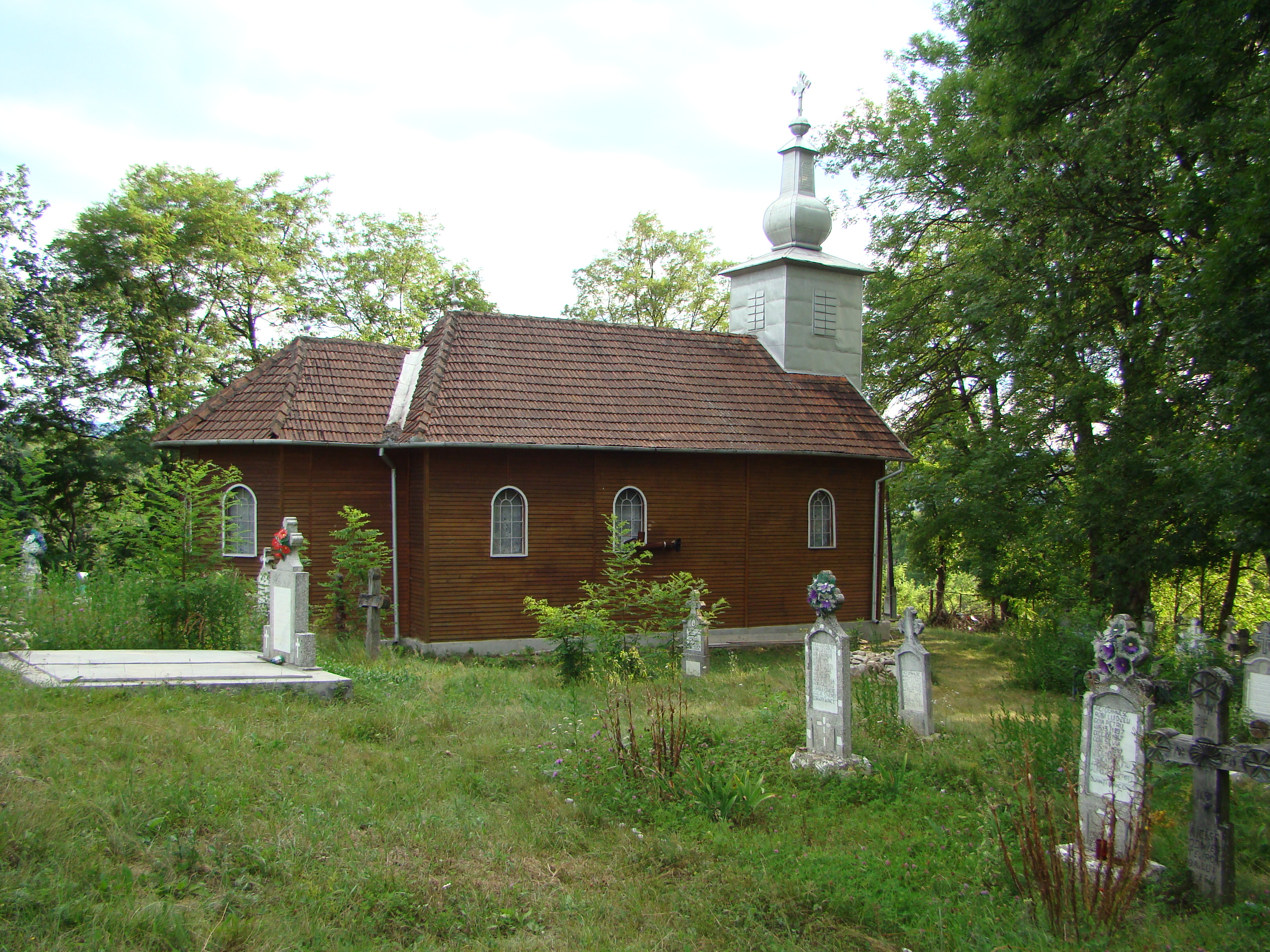
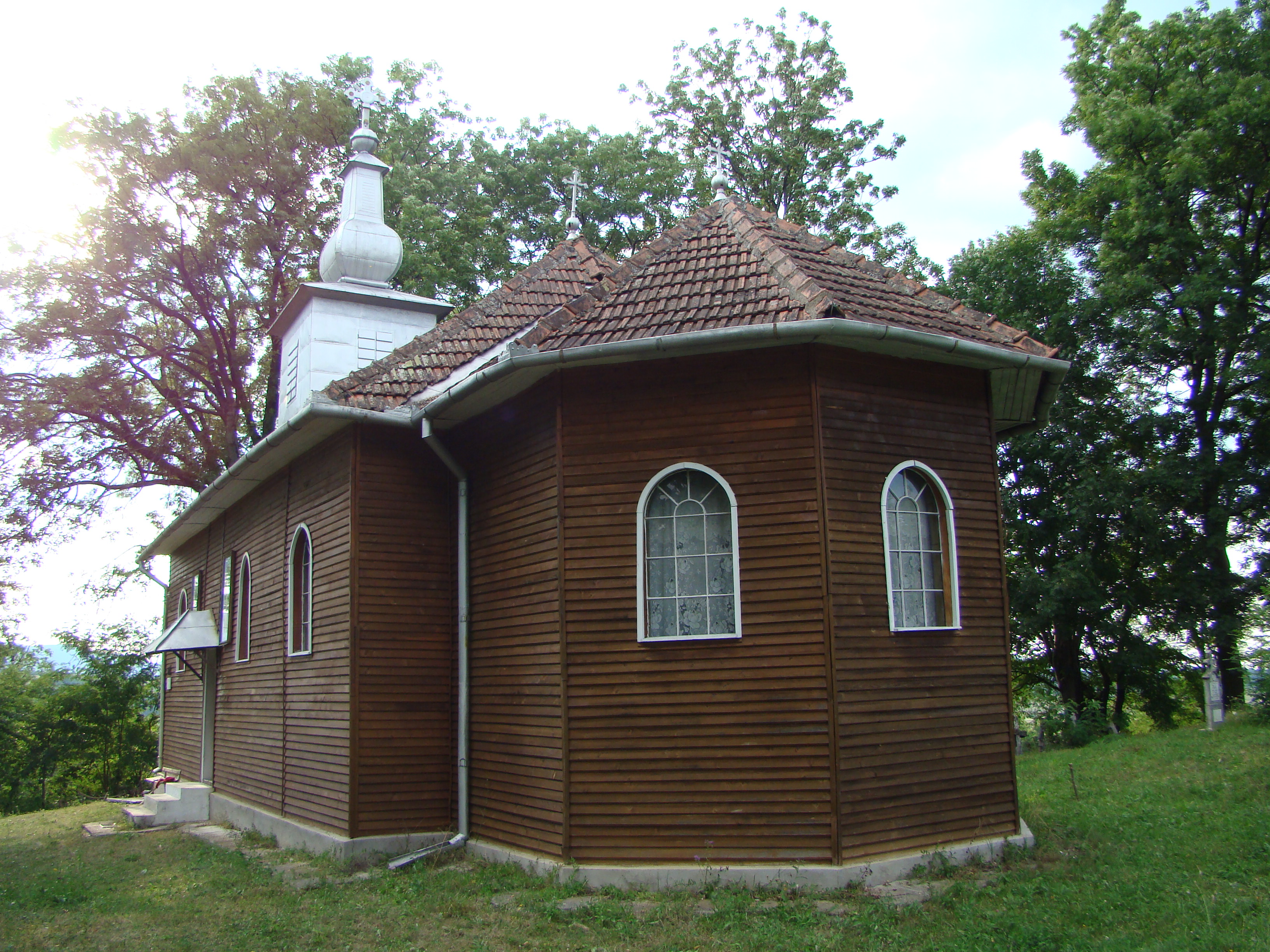
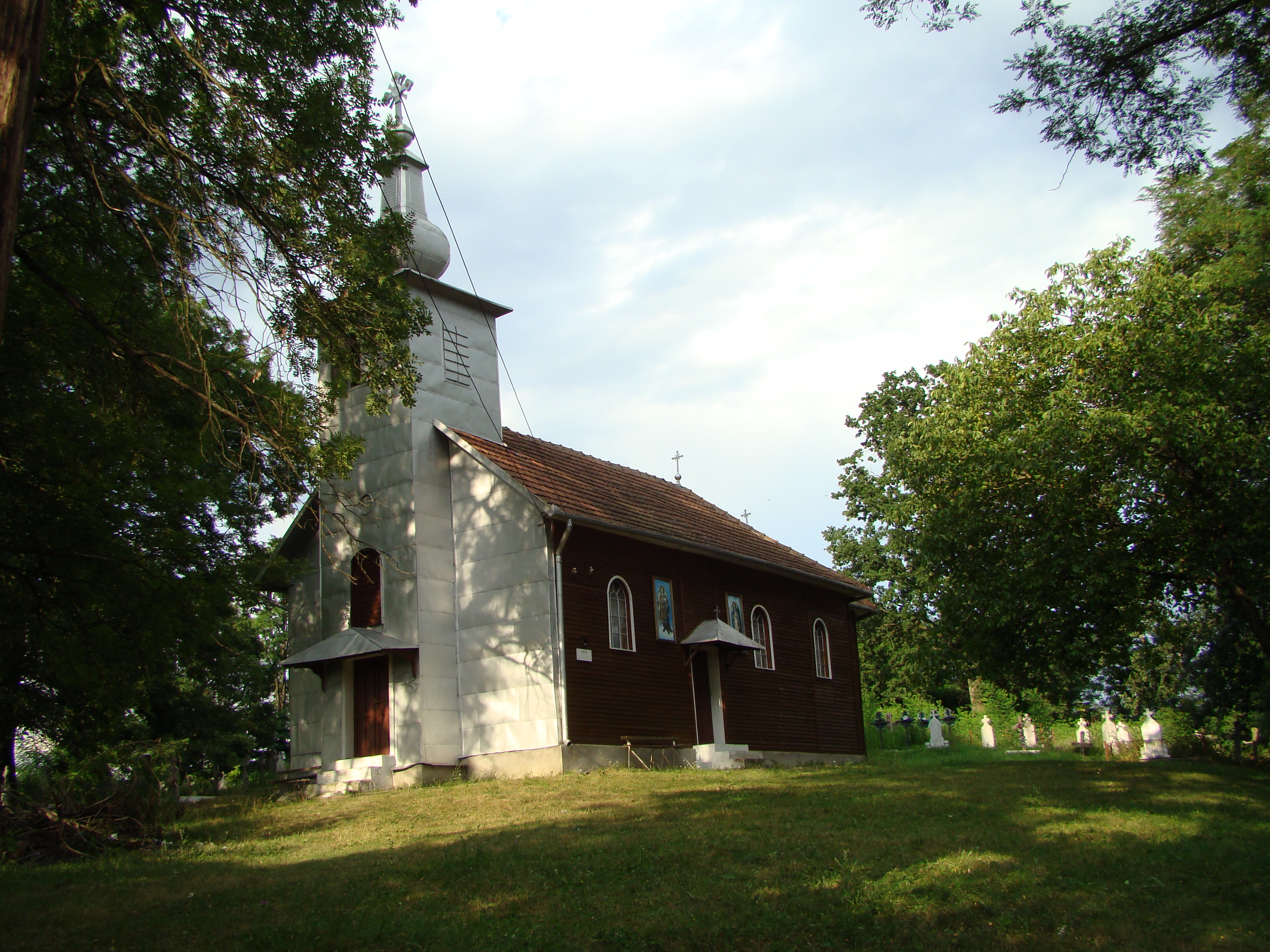